# Mystery
Mystery (nom artístic; el seu nom real és Erik James Horvat-Marković, nascut el 24 de setembre del 1971) és un autor i animador canadenc. És un innovador en la comunitat de seducció i un dels personatges principals del llibre de no-ficció The Game: Penetrating the Secret Society of Pickup Artists, escrit pel que aleshores era el seu estudiant, Neil Strauss. Va aparèixer al reality show del 2007 de VH1 The Pick-up Artist, que ja ha acabat la seva segona temporada. Mystery s'autoproclama "el pickup artist més gran del món" i va ser presentat com "el pick-up artist amb més èxit del món" durant l'estrena del seu programa a VH1.

## Biografia
El personatge Mystery va ser creat per Erik von Markovik a finals de la dècada del 1990 per les seves actuacions com a mentalista, titulades Natural Magic. Ha fet actuacions de màgia a molt llocs, incloent-hi Toronto, Las Vegas i Hollywood. El nom Mystery també era utilitzat per von Markovik com el seu malnom a Internet i el seu pseudònim. És l'autor de The Mystery Method: How to Get Beautiful Women Into Bed, publicat per St. Martin's Press
Mystery s'autodescriu com un "madurador tardà", i reconeix que es va passar els primers anys de la seva vida jugant a Dungeons and Dragons i que va tenir poc o gens d'èxit amb les dones fins als vint-i-pocs anys. Però el seu desig d'estimar i ser estimat per les dones el va impulsar a sortir de discoteques nit rere nit, practicant i posant a prova diverses maneres d'engegar interaccions socials amb la gent. Al llarg d'un període d'assaig i error de deu anys, "i molts, MOLTS rebutjos", Mystery va crear el que ha evolucionat en el que actualment es coneix com un dels seus Love Systems (conegut abans com a Mystery Method). Observant de prop com actuen les persones l'una amb l'altra durant la fase de "festeig" d'una relació, i combinant aquestes observacions amb diverses teories de la psicologia evolucionista, va crear un sistema de tècniques i estratègies dissenyades per ajudar els homes a millorar a l'hora d'actuar amb les dones en diferents situacions socials com ara en bars, discoteques, cafès i llocs semblants. Va compartir les seves teories en un grup de discussió a Internet, alt.seduction.fast, i es va fer famós pel seu enfocament analític al camp de la seducció, així com els seus "informes" detallats.
Mystery va ensenyar i després es va fer amic de l'autor Neil Strauss, que va acabar convertint-se en el wingman de Mystery, i finalment també va esdevenir ell mateix un mentor de la comunitat de la seducció. Juntament amb un grup d'altres antics estudiants, Mystery i Strauss compartien una gran residència a Hollywood ("Project Hollywood"), que aviat va esdevenir un punt central pels estudiants en potència. La seva amistat és relatada al llibre de Strauss The Game.
El 2004, Mystery va formar una associació amb un altre assessor de cites, Nick Savoy, per formar la Mystery Method Corporation, tot i que Mystery va deixar d'ensenyar en programes regulars a mitjans del 2005. Tanmateix, la companyia va continuar creixent, i va anar afegint una dotzena de nous instructors fins a finals del 2006, quan Mystery va marxar per fundar la seva pròpia companyia, anomenada Venusian Arts. La Mystery Method Corporation va continuar sense ell però amb la majoria dels instructors, i des d'aleshores ha canviat el seu nom a Love Systems.